# Snowdonia
Eryri (đôi khi bằng tiếng Anh, Snowdonia) là một vùng núi ở bắc xứ Wales và là một vườn quốc gia rộng 823 dặm vuông Anh (2.130 km2). Nó là vườn quốc gia đầu tiên trong ba vườn quốc gia ở Wales, năm 1951.

## Mỏ đá Manod
Những bức họa vô giá của Bảo tàng Quốc gia London được chuyển tới hang đá ở một nơi hẻo lánh nhằm tránh xa tầm mắt Đức Quốc Xã. Năm 1942, vùng Snowdonia được mật dụ chuẩn bị đón một số bức tranh được cho là quý giá nhất thế giới. Trên khắp châu Âu lúc bấy giờ, phát xít Đức đã cướp bóc và phá hủy vô số tác phẩm nghệ thuật trị giá hàng triệu USD.
Khi quân Đồng mình triệt thoái khỏi Dunkerque, bom dội xuống London và một cuộc xâm lược của phát xít Đức dường như là điều không thể tránh khỏi. Sự chú ý được dồn sang câu hỏi làm thế nào để bảo vệ bộ sưu tập nghệ thuật của Bảo tàng Quốc gia London. Kể từ thời điểm Thế chiến II nổ ra, các bức tranh quý đã được lưu giữ tại nhiều địa điểm khác nhau ở Wales nhưng những nơi này không phù hợp cho mục đích sử dụng lâu dài.
Năm 1940, thủ tướng Winston Churchill có một câu nói nổi tiếng về kho báu nghệ thuật của quốc gia: "Giấu chúng trong hang động và hầm rượu nhưng không một bức tranh nào sẽ rời khỏi đây".
Các chuyên gia đã lùng sục khắp Anh để tìm nơi cất giấu cho đến khi họ phát hiện ra mỏ đá Manod (Manod Mawr) ở Blaenau Ffestiniog, Gwynedd, Wales. Núi Manod là địa điểm khai thác đá nổi tiếng suốt hơn một thế kỷ. Hoạt động khai thác đã tạo ra những hang động lớn ở trung tâm ngọn núi, được bao phủ bởi hàng trăm mét đá phiến và granite. Chúng gần như không thể bị bom phá hủy. Bên cạnh đó, nơi đây còn khá hẻo lánh, khiến nhiệm vụ giữ bí mật trở nên dễ dàng hơn.
Suzanne Bosman, nhà nghiên cứu tranh tại Bảo tàng Quốc gia London, tác giả cuốn sách Bảo tàng Quốc gia London thời chiến, nhận định nỗ lực di chuyển gần 2.000 tác phẩm nghệ thuật của các danh họa Leonardo da Vinci, Rembrandt, Van Dyck, Turner hay Constable là một công việc vô cùng khó khăn.
"Các mỏ đá lạnh và ẩm ướt không phải nơi thực sự lý tưởng để lưu giữ những tác phẩm nghệ thuật vô giá. Vì thế, trước khi chuyển chúng vào, họ phải xây 6 căn phòng kiểm soát điều kiện môi trường bên trong lòng núi", Bosman giải thích.
"Thực tế, điều kiện lưu trữ các tác phẩm ở Manod tốt hơn đáng kể so với điều kiện tại nơi chúng được trưng bày ở Bảo tàng Quốc gia trước chiến tranh và việc sơ tán đã dạy cho đội ngũ nhân viên rất nhiều về công tác bảo quản, thậm chị cả sau chiến tranh", bà nói thêm.
Những bức tranh lớn nhất được đóng trong các thùng chứa khổng lồ và chuyển bằng đường bộ. Những tranh nhỏ hơn được chuyển bằng xe bưu điện và xe tải giao hàng Cadbury nhằm tránh gây chú ý. Sau đó, người ta tiếp tục di chuyển chúng trên hệ thống đường ray khổ hẹp được thiết kế đặc biệt để đi thẳng tới các buồng kiểm soát nhiệt độ, độ ẩm nghiêm ngặt.
Tuy nhiên, theo Bosman, mọi thứ không phải lúc nào cũng diễn ra suôn sẻ. Có những bức tranh lớn quá khổ khiến việc di chuyển chúng trong những con đường chật hẹp dẫn tới mỏ đá Manod tưởng chừng như bất khả thi.
Chính phủ Anh vẫn giữ hợp đồng thuê mỏ đá Manod tới những năm 1950 để làm nơi lưu trữ dự phòng trong trường hợp một cuộc chiến tranh nữa nổ ra. Tuy nhiên, mỏ đá và các căn phòng xây bên trong nó hiện không được bảo trì, bảo dưỡng nên đã xuống cấp và việc tiếp cận bị kiểm soát chặt chẽ.
Bosman trở thành một trong rất ít người được đi vào mỏ đá Manod sau 1/4 thế kỷ khi bà cùng nhà thám hiểm, tác giả Will Millard thực hiện chương trình khám phá các địa điểm bí mật ở xứ Wales.
Millard miêu tả đây là trải nghiệm xúc động nhất trong suốt sự nghiệp thám hiểm và viết lách của ông.
"Tôi hoàn toàn choáng váng trước những gì họ làm được tại nơi đây chỉ trong 6 tháng. Nó là minh chứng rõ ràng nhất cho sự khéo léo và quyết tâm của người Anh trong thời chiến", ông nói. "Ở bên trong hang, bạn vẫn có thể thấy những dấu vết trên tường nơi treo các bức tranh và sàn nhà được gắn đầy ẩm kế cùng nhiệt kế để theo dõi điều kiện môi trường. Thật đáng tiếc khi rất ít người được chứng kiến điều này. Chúng ta đang để một phần di sản quốc gia chìm vào quên lãng".

## Vườn quốc gia
Vườn quốc gia Snowdonia (tiếng Wales: Parc Cenedlaethol Eryri) được thành lập năm 1951 là vườn quốc gia thứ ba ở Vương Quốc Anh, sau Peak District và Lake District. Nó bao phủ 827 dặm vuông Anh (2.140 km2) và có 37 dặm (60 km) bờ biển.
Vườn quốc gia được quản lý bởi ban quản lý vườn quốc gia Snowdonia, được thành lập bởi các chính quyền địa phương và đại diện xứ Wales; văn phòng chính của nó ở Penrhyndeudraeth. Không giống như các công vườn quốc gia ở các nước khác, Snowdonia (và các vườn quốc gia khác ở Anh) được tạo thành từ cả vùng đất công cộng và tư nhân. Cơ cấu sở hữu đất tại Snowdonia là như sau: 
| Loại sở hữu                     | Chia sẻ (%) |
| ------------------------------- | ----------- |
| Tư nhân                         | 69.9        |
| National Trust                  | 8.9         |
| Ban quản lý vườn quốc gia       | 1.2         |
| Cục tài nguyên môi trường Wales | 17.5        |
| Các công ty nước                | 0.9         |
| Khác                            | 1.6         |

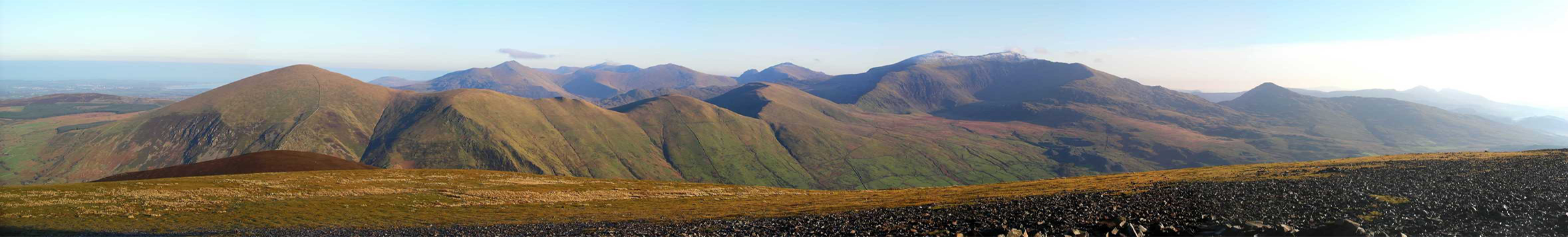
Ảnh toàn cảnh của dãy Snowdon Massif.

Hơn 26,000 người sống trong vườn quốc gia này. 58.6% trong có thể nói tiếng Welsh (năm 2011). Trong khi hầu hết là đất hoang và vùng núi, có lượng lớn hoạt động nông nghiệp trong vườn quốc gia.
Kể từ sự sắp xếp lại chính quyền địa phương năm 1998, vườn quốc gia là một phần ở hạt Gwynedd, và một phần trong quận hạt Conwy. Nó được quản lý bởi 18 thành viên bản quản lý vườn quốc gia Snowdonia; chín thành viên được chỉ định bởi Gwynedd, 3 bởi Conwy, và sáu người còn lại từ Quốc hội xứ Wales để đại diện cho lợi ích quốc gia.
Hội đồng Snowdonia là một tổ chức từ thiện đã đăng ký thành lập vào năm 1967. Nó là một nhóm tình nguyện của những người quan tâm đến khu vực này và muốn bảo vệ nó. Amory Lovins dẫn đầu cuộc phản đối năm 1970 đã thành công ngăn chặn Rio Tinto có ý định đào khu vực này lên để làm một mỏ lớn.

## Quang cảnh

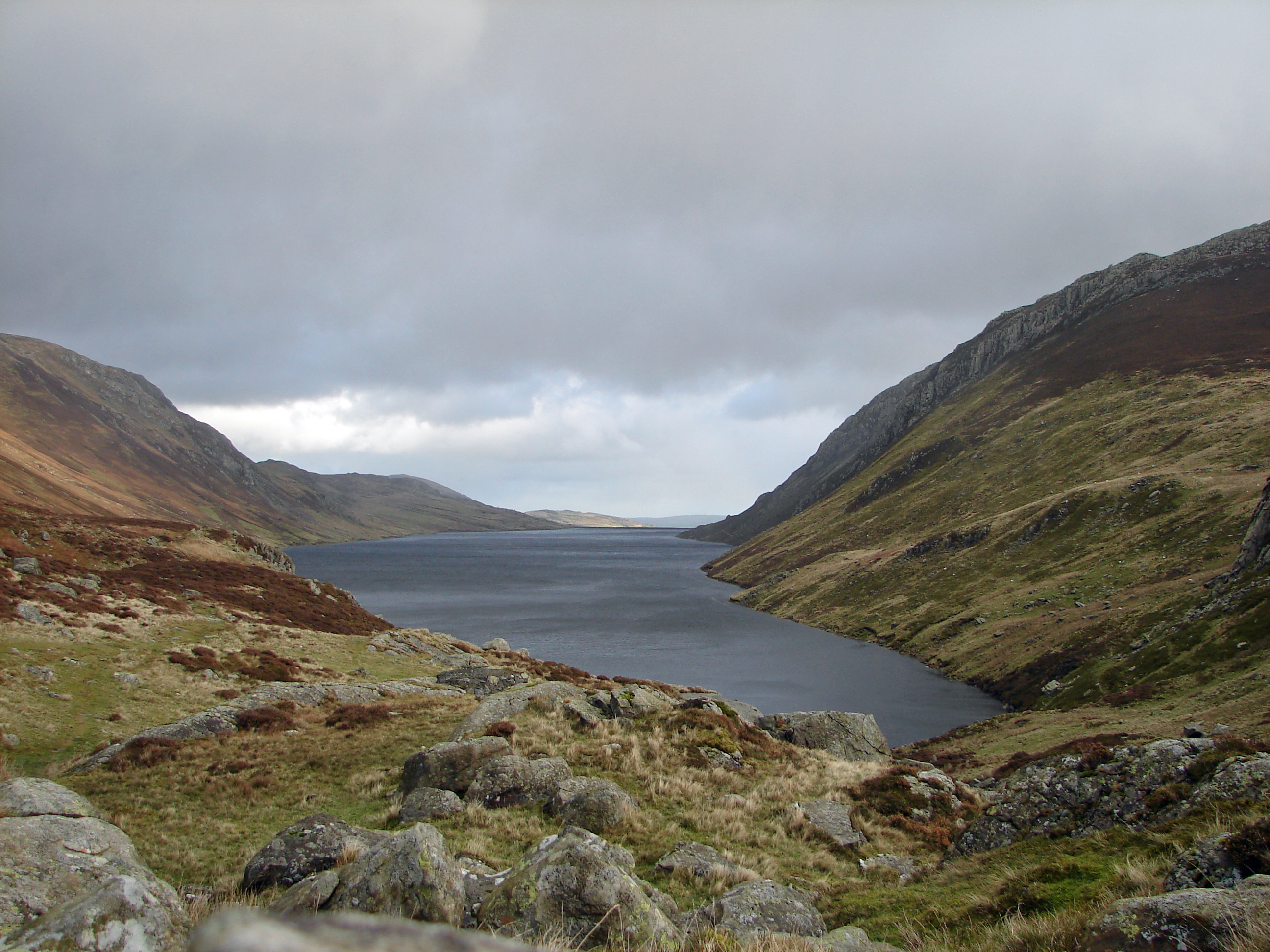
Mưa ở Llyn Cowlyd bắc Capel Curig

Toàn bộ bờ biển của vườn quốc gia này là một khu vực bảo tồn đặc biệt, chạy từ bán đảo Llŷn xuống đến bờ biển miền trung Wales, bờ biển miền trung Wales có hệ thống cồn cát có giá trị. Rừng tự nhiên của vườn quốc gia này là các loại cây rụng lá hỗn hợp, cây phổ biến nhất là gỗ sồi Welsh. Chi cáng lò, hạt dẻ cũng rất phổ biến. Vườn quốc gia cũng có chứa một số khu vực rừng lá kim rộng lớn như rừng Gwydir gần Betws-y-Coed, mặc dù một số khu vực, đã từng bị thu hoạch, hiện nay đang ngày càng phát triển trở lại lại một cách tự nhiên.
Bắc Snowdonia là nơi duy nhất ở Anh có lloydia serotina-một loại cây vùng núi Bắc cực, bọ cánh cứng Snowdon được tìm thấy, và nơi duy nhất trên thế giới mà có cây cúc Hieracium snowdoniense.

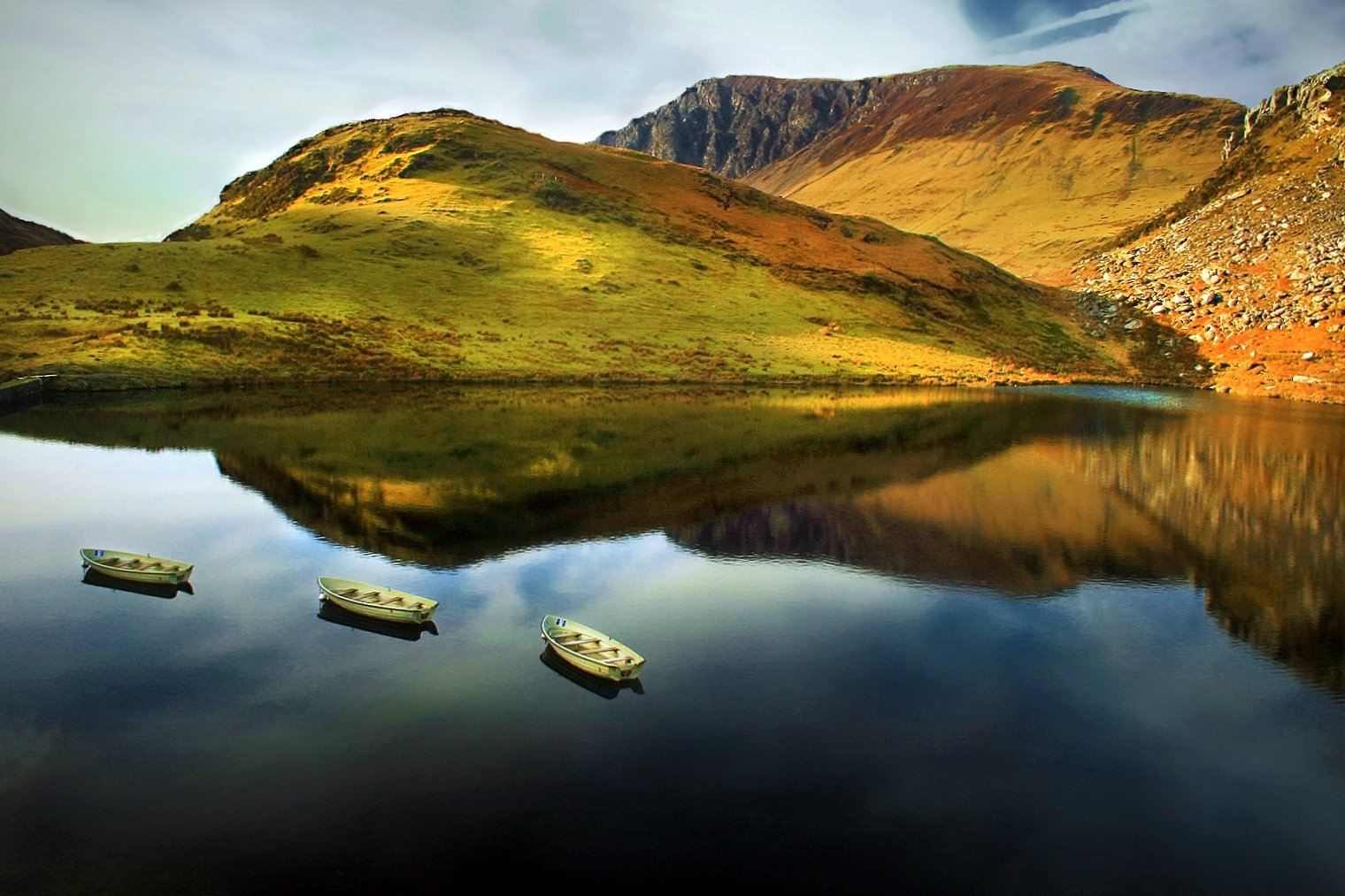
Llyn y Dywarchen, gần Rhyd Ddu

Một trong những vấn đề lớn đối với vườn quốc gia này trong những năm gần đây là sự tăng trưởng của Rhododendron ponticum. Loài xâm lấn này phát triển nhanh chóng và có xu hướng lấn chiếm các loài bản địa. Nó có thể phát triển cao chót vót và có một loại nấm đồng mọc trên rễ của nó sản xuất ra các độc tố rất độc hại cho bất kỳ loài thực vật và động vật nào. Kết quả là, có một số danh lam thắng cảnh đã bị tàn phá.

## Các dãy núi
Snowdonia được chia làm bốn phần:
- Khu vực phía bắc là phổ biến nhất với khách du lịch, bao gồm (từ tây sang đông) Moel Hebog, Mynydd Mawr và Nantlle Ridge; Snowdon Massif; Glyderau; và Carneddau. Ba ngọn núi cuối cùng là những ngọn núi cao nhất ở xứ Wales
- Khu vực thứ hai bao gồm các đỉnh núi như Moel Siabod, Cnicht, Moelwynion và các ngọn núi xung quanh Blaenau Ffestiniog.
- Khu vực thứ ba bao gồm Rhinogydd ở phía tây cũng như Arenig và Migneint (khu vực đầm lầy), và Rhobell Fawr. Khu vực này không phổ biến với khách du lịch như các khu vực khác, do sự xa xôi của nó.
- Khu vực phía Nam bao gồm Cadair Idris, Tarren, đồi Dyfi, và nhóm núi Aran, bao gồm Aran Fawddwy là ngọn núi cao nhất.

## Khí hậu
Snowdonia là một trong những phần ẩm ướt nhất của Vương quốc Anh; Crib Goch ở Snowdonia là nơi ẩm ướt nhất Vương quốc Anh, với lượng mưa trung bình 4.473 milimet một năm trong vòng 30 năm qua.

## Động vật
Tầm quan trọng của vườn quốc gia Snowdonia trong việc bảo tồn môi trường sống và động vật hoang dã phản ánh trong thực tế là gần 20% tổng diện tích của nó được bảo vệ bởi luật pháp của Anh và châu Âu. Một nửa diện tích được quản lý bởi chính phủ qua luật Bảo tồn môi trường sống và các vùng đặc biệt châu Âu. Động vật có vú hiếm trong công viên bao gồm rái cá, chồn hôi châu Âu và dê hoang dã, mặc dù đã không ai nhìn thấy chồn thông châu Âu trong nhiều năm. Những loài chim quý hiếm bao gồm quạ, cắt lớn, ó cá, cắt lưng xám và milvus milvus. Một loài nổi tiếng của Snowdonia là bọ cánh cứng Snowdon hoặc bọ cánh cứng cầu vồng.

## Du lịch
Nghiên cứu chỉ ra rằng đã có 3,67 triệu du khách đến Vườn Quốc gia Snowdonia vào năm 2013. Tổng thu nhập từ du lịch là 433,6 triệu bảng Anh trong năm 2013. Vườn quốc gia có 2.380 km đường đi bộ công cộng, 264 km đường cưỡi ngựa công cộng và 74 km các loại đường công cộng khác. Một phần lớn của vườn quốc gia nằm trong khu vực của luật Đi lại tự do.